# Ribera Alta
Ribera Alta Spanyolországban, Valencia Valencia tartományában található comarca. Ribera Alta Canal de Navarrés, Costera, Hoya de Buñol, Horta Oest, Horta Sud, La Ribera Baixa, Safor és Horta Sud comarcákkal határos. Lakosainak száma 232 520 fő (2024).

## Önkormányzatai
- Alberic
- Alcàntera de Xúquer
- L’Alcúdia
- Alfarp
- Algemesí
- Alginet
- Alzira
- Antella
- Beneixida
- Benifaió
- Benimodo
- Benimuslem
- Carcaixent
- Càrcer
- Carlet
- Castelló de la Ribera
- Catadau
- Cotes
- L’Ènova
- Gavarda
- Guadassuar
- Llombai
- Manuel
- Massalavés
- Montroy
- Montserrat
- La Pobla Llarga
- Rafelguaraf
- Real de Montroi
- Sellent
- San Juan de Énova
- Senyera
- Sumacàrcer
- Turís
- Tous